# Vihti
Vihti (Vichtis en suédois) est une municipalité du sud de la Finlande, dans la région d'Uusimaa et la province de Finlande méridionale.

## Géographie
La commune est assez vallonnée, traversée par plusieurs eskers importants, et incluant une partie du Parc national de Nuuksio. On y trouve également quelques lacs (104, pour 266 km de berge), le plus notable étant le Hiidenvesi.
La population est dispersée en plusieurs villages qui subissent l'afflux de nouveaux habitants sans que la commune ne croisse de manière vraiment cohérente, similaire en cela à la plupart des autres communes rurales entourant Helsinki (Sipoo, Nurmijärvi, Kirkkonummi...). Le centre administratif, Nummela, compte 12 000 habitants, le village de Vihti-centre, distant de 7 km, plus de 6 000, et le village de Otalampi, distant de 16 km, plus de 1 000.
Les municipalités voisines sont Hyvinkää au nord-est, Nurmijärvi à l'est, Espoo au sud-est, Kirkkonummi au sud, Siuntio et Lohja au sud-ouest, Nummi-Pusula à l'ouest, Karkkila au nord-ouest et enfin Loppi au nord (Kanta-Häme).
Vihti se situe en banlieue ouest de la capitale Helsinki. Elle devient de plus en plus nettement une commune satellite d'Helsinki. 4 000 de ses habitants travaillent dans la capitale, à Espoo ou à Vantaa et commutent tous les jours, ce qui tend à accroitre le trafic et les files d'attente matin et soir sur la principale autoroute du Grand Helsinki. Le taux de chômage est ainsi largement contenu, à 6.5 % (août 2006).

## Histoire
La première mention du lieu date de 1433. Une petite église Sainte-Brigitte y est construite peu après, on peut aujourd'hui voir ses ruines. La commune est fondée en 1867. Elle est actuellement en pleine mutation, bien différente de la commune rurale qu'elle était il y a encore 30 ans, seuls 3 % de la population travaillent encore dans l'agriculture et la commune compte 140 entreprises à vocation industrielle (électronique, construction...).

## Démographie
Depuis 1980, l'évolution démographique de Vihti est la suivante, :
| Année      | 1980   | 1985   | 1990   | 1995   | 2000   | 2005   |
| ---------- | ------ | ------ | ------ | ------ | ------ | ------ |
| population | 16 871 | 19 267 | 21 648 | 22 895 | 23 858 | 25 935 |

| Année      | 2010   | 2016   | 2020   |
| ---------- | ------ | ------ | ------ |
| population | 28 311 | 28 967 | 29 235 |

## Transports
Vihti est très bien reliée à la capitale, la nationale 1 étant un des principaux axes routiers du pays.
Le centre d'Helsinki est situé à 49 km du centre administratif de la commune. Turku et Tampere ne sont pas loin non plus, respectivement 134 km et 151 km.
Outre la nationale 1, la commune est traversée par la nationale 25 (Hanko-Mäntsälä) et marque le point de départ de la nationale 2 vers Pori.
Elle est aussi desservie par des routes regionales comme la Seututie 133.

### Distances de Vihti
| - Forssa 60 km - Helsinki 52 km - Hyvinkää 45 km | - Karkkila 15 km - Lohja 20 km - Pori 190 km | - Salo 85 km - Turku 135 km - Hämeenlinna, 90 km |

## Jumelages
| Ville | Ville                | Pays | Pays     |
| ----- | -------------------- | ---- | -------- |
|       | commune de Norrtälje |      | Suède    |
|       | Commune de Otepää,   |      | Estonie  |
|       | Sel                  |      | Norvège  |
|       | Slagelse             |      | Danemark |

## Personnalités
- Veikko Helle, député
- Janne Korpi, snowboardeur
- Teodor Koskenniemi, champion olympique
- Jani Sievinen, nageur
- Jari Sillanpää, chanteur
- Eeli Tolvanen, planchiste

## Galerie

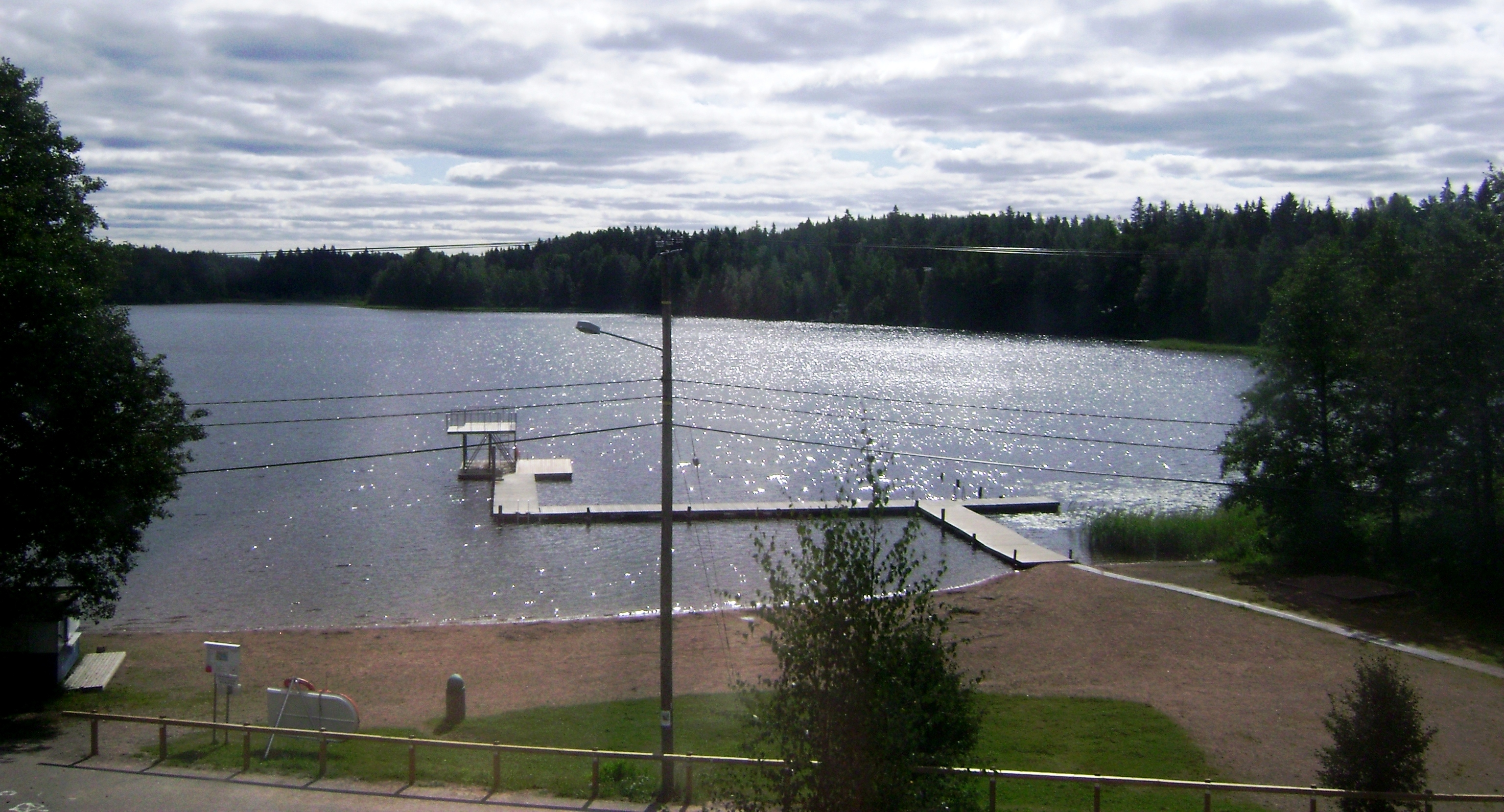
Étang Otalampi.
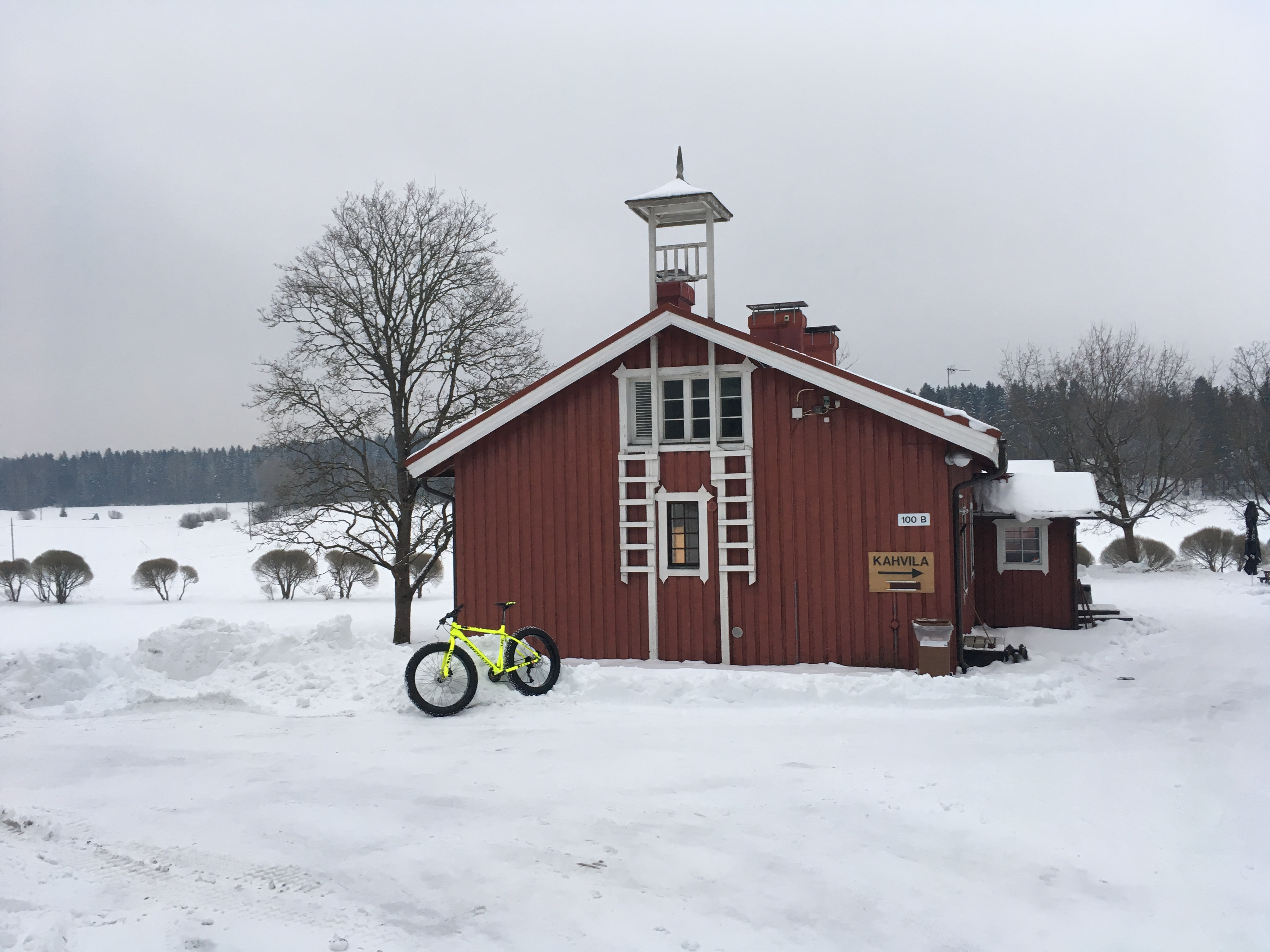
Café d'Otalampi.
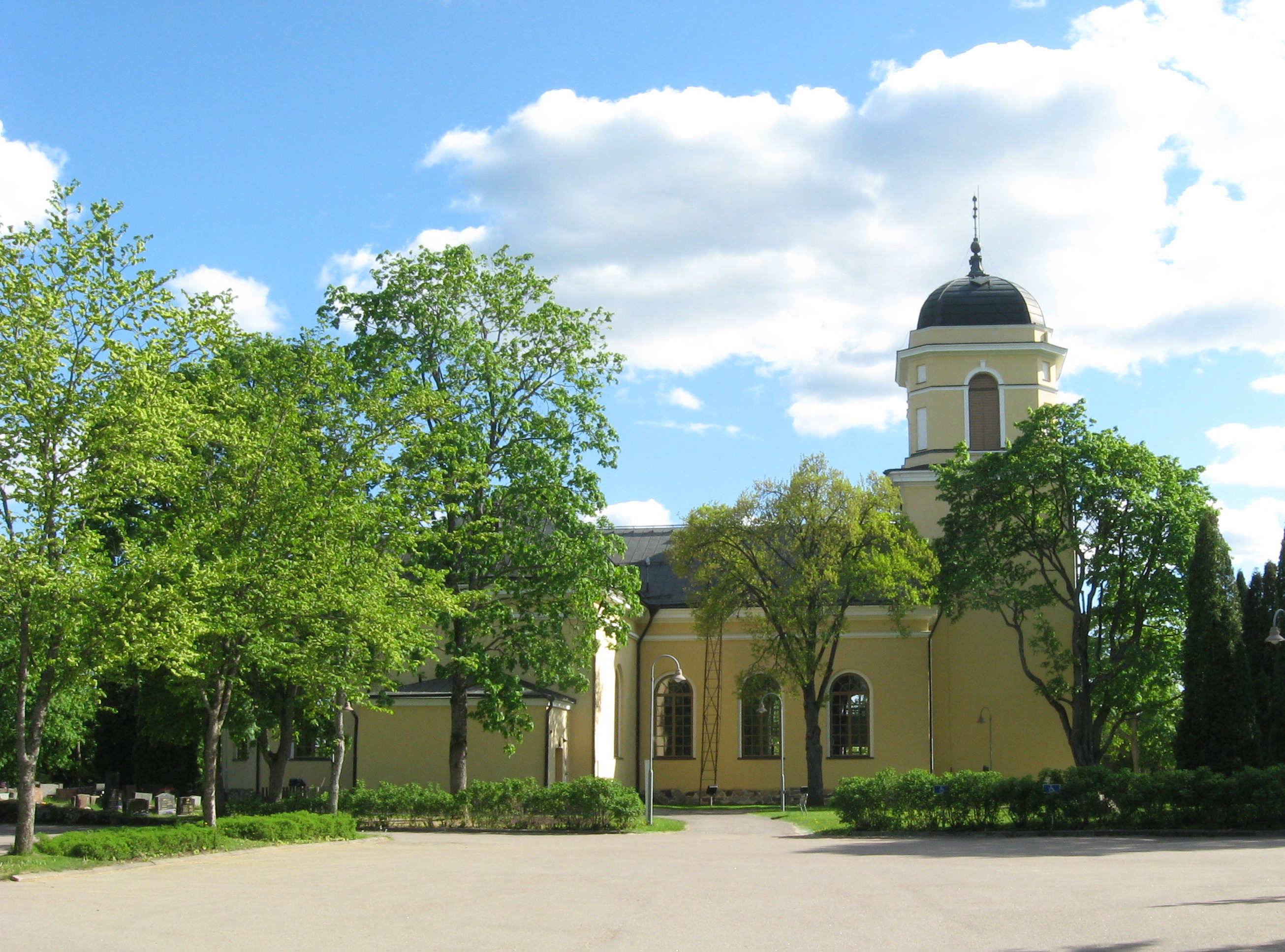
Église de Vihti.
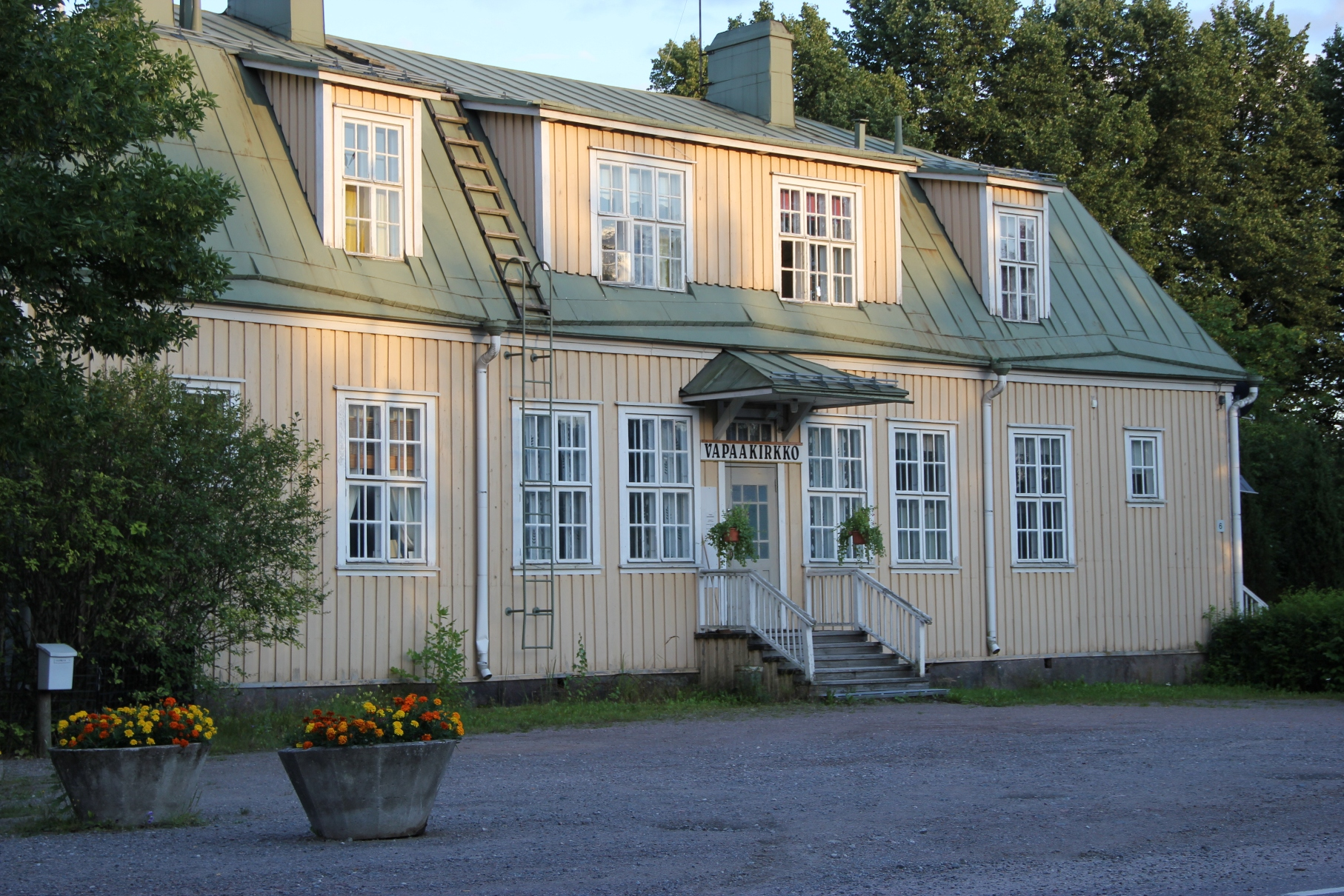
Garre ferroviaire de Vihti.
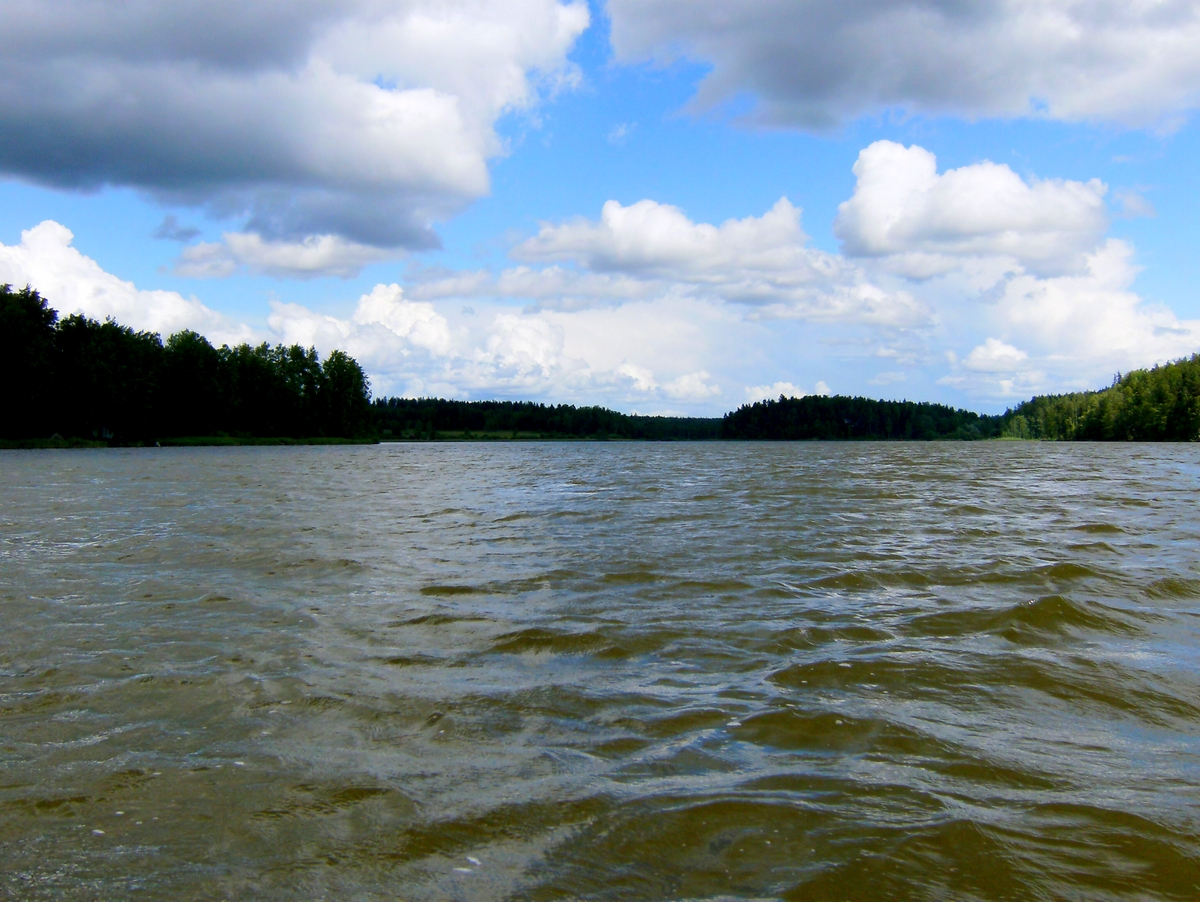
Lac Poikkipuoliainen.
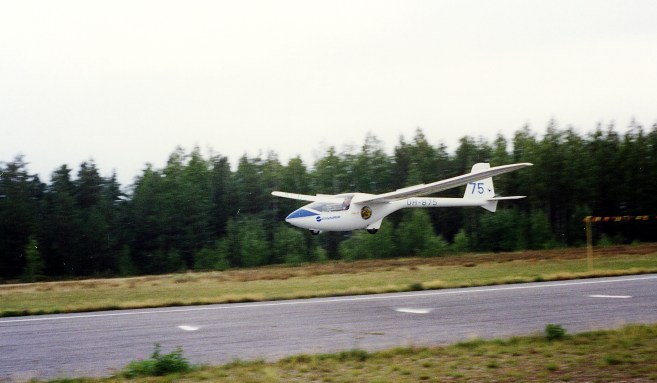
Aérodrome de Nummela.
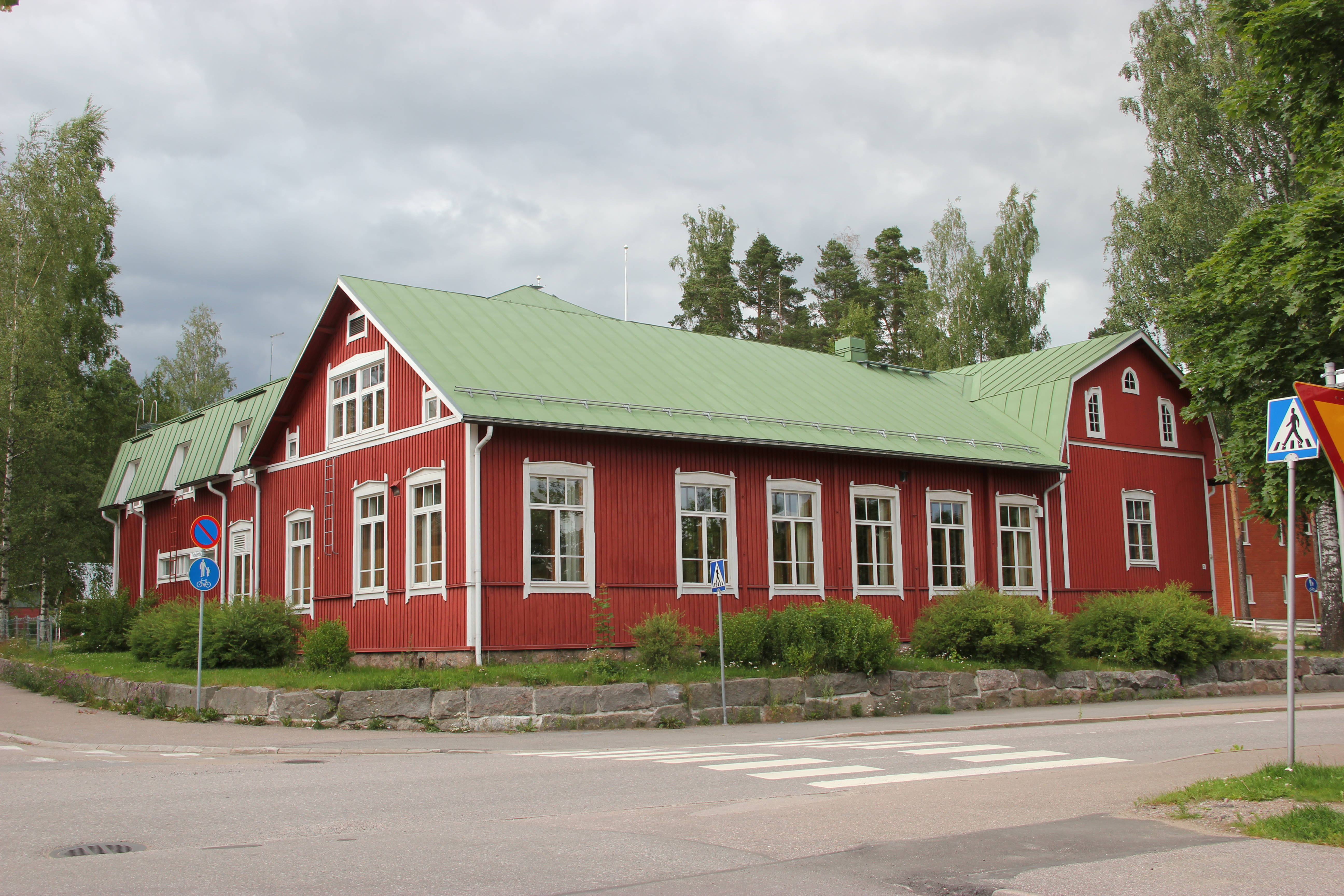
Maison des travailleurs.